# Сан Ђузепе (Катанцаро)
Сан Ђузепе је насеље у Италији у округу Катанцаро, региону Калабрија.
Према процени из 2011. у насељу је живело 59 становника. Насеље се налази на надморској висини од 250 м.